# Periestola
Periestola es un género de escarabajos longicornios de la tribu Acanthocinini.

## Especies
- Periestola armata (Monné & Delfino, 1986)
- Periestola howdenorum (Corbett, 2004)
- Periestola mazai Santos-Silva & al., 2021
- Periestola raphaeli (Monné M. L. & Monné M. A., 2017)
- Periestola strandi Breuning, 1943
- Periestola wappesi (Corbett, 2004)